# كأس جمهورية أيرلندا 2010
كأس جمهورية أيرلندا 2010 (بالإنجليزية: 2010 FAI Cup)‏ هو الموسم 87 من كأس جمهورية أيرلندا. أقيم خلال الفترة 21 مارس 2010 وحتى 14 نوفمبر 2010، وأشرف على تنظيمه اتحاد أيرلندا لكرة القدم، وكان عدد الأندية المشاركة فيه 47، وفاز فيه نادي سليغو روفرز.